# Lorenzo Collado
Lorenzo Collado Vázquez (Cuevas del Almanzora, Almería, España, 4 de diciembre de 1946 (78 años) es un actor, escenógrafo, director de escena, autor, pintor e ilustrador español, dedicado fundamentalmente al teatro clásico y musical.

## Biografía
De estirpe materna granadina (Motril) y paterna almeriense (Cuevas del Almanzora) , pasa su infancia en este último. Bachiller en ciencias y letras por el instituto “Ibáñez Martín “ de Lorca (Murcia). Estudia Filosofía Scholástica en el Seminario Mayor de “San Indalecio” de Almería. A finales del 1965 se desplaza a Madrid, donde se matricula en la Real Escuela Superior de Arte Dramático y Danza, aunque su intención primera era hacerlo en la Escuela de Bellas Artes de San Fernando. Hace primer curso oficial con profesores como Manuel Dicenta y Fernando Fernández de Córdoba, pero, por consejo de la actriz Josíta Hernán, marcha a París y estudia en el Conservatoire Superieur d’Art Dramatique. Un deseo febríl de aprovechar su estancia le hace matricularse en inabarcables cursos, para completar su formación de actor y para pasar los estudios religiosos a civiles. En el Conservatorio recibe la enseñanza de Louis Seignier, de Lise Delamare y sobre todo de Georges Chamarat. En el departamento de la Rue Blanche practica Escenografía. Curso de expresión corporal con Jacques Lecoq y de escenografía con Olga Chaumansky. En medio de todo, asistiendo a una representación de las marionetas del “Bunraku” en el teatro Odeón, conecta con Daniel Cohn-Bendit y participa, como todo estudiante , en las manifestaciones de Mayo del 68.
De vuelta a Madrid termina interpretación en el Conservatorio. Después cursaría Escenografía en el mismo centro bajo las directrices de Francisco Nieva.
Los primeros 70’s forma parte de diversas compañías, Juan Guerrero Zamora–Nuria Torray,  Amelia de la Torre–Enrique Diosdado, Maricarmen Prendes-Rafael Somoza, Manuel Canseco y otras. La última parte de la década y mitad de la siguiente se dedica casi exclusivamente a decoración y figurinismo de Cine. Como intérprete participa con las compañías de Antonio Amengual y Antonio Guirau. Los últimos 80 y 90, suma al diseño la dirección escénica con una vertiginosa sucesión de títulos de Opera y Zarzuela, sobre todo con las compañías de María Dolores Travesedo y José Luis Moreno. Consigue intercalar diversos montajes de obras clásicas de la compañía de Francisco Portes. El diseño de multitudinarios eventos con los directores Manuel Canseco y Fernando Rojas, así como Terra Mítica, ocupan la década del 2000.

## Obra

### Diseño escenográfico y/o figurines

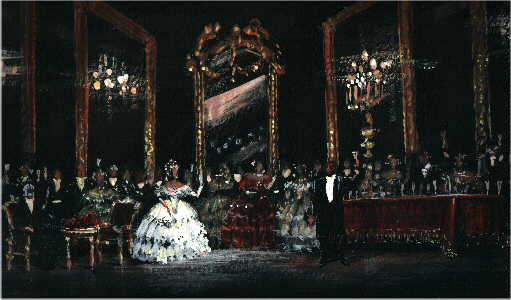
Boceto del acto primero de la Traviata. año 1990

#### Ópera
- La Traviata. G. Verdi. (1990, 1992, 1993) Dir. L. Collado. (1995) Dir. J. L. Moreno.
- Rigoletto. G. Verdi. (1991, 1995) Dir. L. Collado.(1996) Dir. J. L. Moreno
- Tosca. G. Puccini.(1991) Dir. L. Collado.(1997) Dir. J. L. Moreno.
- Il Trovatore. G. Verdi. (1992) Dir. L. Collado. (1996) Dir. J. L. Moreno.
- Otello. G. Verdi. (1997) Dir. J. L. Moreno.
- Aida. G. Verdi ( 1997, 2010) Dir : J.L.Moreno
- La Forza Del Destino. G. Verdi.(1998) Dir. J. L. Moreno.
- La Bohème. G. Puccini. (1995) Dir. J L. Moreno.
- Lucia Di Lammenmoor. G. Donizetti.(1998) Dir. J. L. Moreno.
- Norma. G. Bellini. (1998) Dir. J. L. Moreno.
- Don Giovanni.  W. A. Mozart. (1998) Dir. J. L. Moreno.
- Il Barbiere Di Seviglia. G. Rossini. (1998) Dir. J. L. Moreno.
- Pagliacci. R. Leoncavallo. (1997) Dir. J. L. Moreno.
- Cavalleria Rusticana. P. Mascagni.(1197) Dir. J. L. Moreno.
- L´Elisir D’amore. G. Donizetti. (1997). Dir. J. L. Moreno.
- Manon Lescaut. G. Puccini. (1998). Dir. J. L. Moreno.
- Carmen. G. Bizet.(1997). Dir. J. L. Moreno.
- Marina. E. Arrieta. Dir. L. Collado.  Dir. J. L. Moreno.

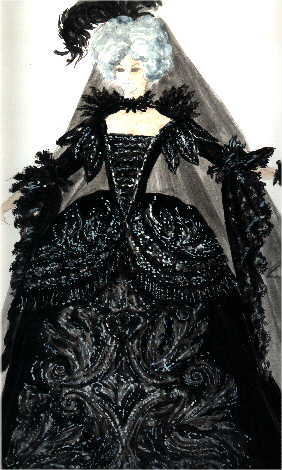
Figurín para la ópera de Don Giovanni. Año 1998

- Maruxa. A. Vives. Dir. L. Collado.

#### Teatro
- Los Encantos De La Culpa. Calderón de la Barca (1970)
- El gran teatro del mundo. Calderón de la Barca. (1964) Dir. L. Collado.(1969) Dir. J. Reviriego.
- Asesinato en la catedral. T.S. Eliot. (1965) Dir. L. Collado.
- Andrócles Y El León. G. B. Show. (1970)
- La Ucronía. L. Collado. (1970). Dir. L. Collado.
- La Orestiada. Esquilo. (1980). Dir. M. Canseco
- Edipo rey. Sófocles. (2003). Dir. M. Canseco.
- Edipo en Colono. Sófocles. (2003). Dir. M. Canseco.
- Siete Contra Tebas. Esquilo(2003). Dir. M. Canseco.
- Asinaria. T. M. Plauto.(1982). Dir. J. Álvarez.
- Aulularia. T. M. Plauto.(1983). Dir L. Collado.
- La asamblea de mujeres. Aristófanes. (1986)
- Romulo Magno. F. Dürrenmartt. (1983).
- Antigua Cosa Es Amor. Varios. (1974).
- Recuerde El Alma Dormida. J. Manrique. Dir. M. Canseco.
- Querellas Ante El Dios Amor. Varios. (2004). Dir. M. Canseco.
- La Celestina. Fernando de Rojas. (1990). F. Rojas.
- Fuenteovejuna. Lope de Vega. (1964)Dir. L. Collado.(1984) José Osuna.(2000) Dir.F. Rojas. (2006) Dir. M. L. Travesedo. (2009) Dir. F. Rojas.
- Rueda De Farsas. Varios.
- El lindo Don Diego. Agustín Moreto. (1985, 1990, 1992). Dir. F. Portes
- Y No Lo Decimos Por Mal. F. De Quevedo. (1973) Cía. Canon.
- El avaro. Molière.(1991). Dir. F. Portes.
- El alcalde de Zalamea. Calderón de la Barca. (2000). Dir. F. Portes.
- El Burgués Gentilhombre. Molière. (2002). Dir. F. Portes.
- Casa con dos puertas mala es de guardar. Calderón De La Barca. (1978, 2002, 2006). Dir. M. Canseco.
- No Puede Ser El Guardar A Una Mujer. Calderón De La Barca. Dir. F. Portes.
- El Mágico Prodigioso. Calderón De La Barca. (1989). Dir. M. Canseco.
- El galán fantasma. Calderón De La Barca. Dir. A. Guirau.
- La Villana De Getafe. Lope De Vega.(1979). Dir. R. Cores.
- Caballero de milagro. Lope De Vega. (1980). J. Caride.
- Intimidad. Adamov
- Farsa De Patelin. Anónimo. Dir. A. Medina.
- La Dama Duende. Calderón De La Barca. Dir. A. Guirau.
- La Cisma De Ingalaterra. Calderón De La Barca. Dir. M. Canseco.
- El perro del hortelano. Lope De Vega. (1978) Dir. M. Canseco.(1992) Dir. F. Portes.
- Volpone. Ben Johnson. (1998). Dir. F. Portes.
- La Posada Del Arenal. (1990). Dir. F. Rojas.
- Miau. Benito Pérez Galdós (1984). Dir. M. Canseco.
- Don Juan Tenorio. J. Zorrilla. (1980). J. Caride.
- El Horroroso Crimen De Peñaranda. Pio Baroja. (1974)
- Los intereses creados. Jacinto Benavente. (1878). Dir. R. Cores.
- Exiliados. (1985)
- ¿Quién teme a Virginia Woolf? Edward Albee. Dir. E. Polls
- La Feria De Cuernicabra. Alfredo Mañas. (1975) Dir. J. L. Alonso.(1976) Dir. M. Canseco.
- Pablo Iglesias. (1982).
- Proceso a Besteriro. J.A. Pérez Mateos. (1985). Dir. M. Canseco.[1]
- Madrid, claro que sí. Musical de Antoñita Moreno. Dir. José Osuna
- Un Hombre En El Puerta. Jaime Salon. (1981). Dir. M. Canseco.
- Títeres De La Luna. Jorge Márquez. (1994). Dir. M. Canseco.
- Que Vienen Los Cómicos. Entremeses. Dir. M. S. Arillo.
- Acreedores. A. Strindberg.(1983) Dir. J. Yagüe
- Roman Paladino. (2001). Dir. F. Rojas.
- Trama Animada De La Celestina. (2002). Dir. F. Rojas.
- Rossini Alla Carta. (2001) Dir. M. Canseco.
- El Escondido Y La Tapada. Calderón De La Barca (2002). Dir. M. Canseco.
- Serafín, el pinturero. C. Arniches. (2002). Dir. M. Canseco.[2]
- Cornudo, Apaleado Y Satisfecho. Varios.(2003). Dir. F. Rojas.
- Quijote. Cervantes – L. Collado.(2005). Dir. L. Collado.

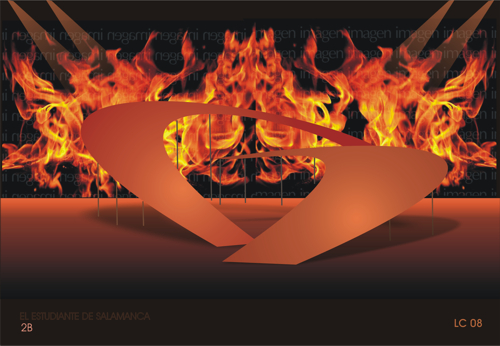
Boceto para El estudiante de Salamanca. Año 2008

- La Huella. (2009)

#### Zarzuela
- LA VIUDA ALEGRE. F. Lehàr. (Opereta)
- LA VERBENA DE LA PALOMA. T. Bretón.
- LA REVOLTOSA. R. Chapí.
- LA ROSA DEL AZAFRÁN. J. Guerrero.
- LA DOLOROSA. J. Serrano.
- MOLINOS DE VIENTO. P. Luna.
- LA DEL SOTO DEL PARRAL. R. Soutullo – J. Vert.
- LA DEL MANOJO DE ROSAS. P. Sorozabal. Dir. L. Collado.
- LA CALESERA. F. Alonso.
- LUISA FERNANDA. F. Moreno Torroba.
- EL BARBERILLO DE LAVAPIÉS. F. A. Barbieri.
- LA PARRANDA. F. Alonso. Dir. L. Collado.
- EL ASOMBRO DE DAMASCO. P. Luna.
- LA VIEJECITA. M. F. Caballero.
- EL NIÑO JUDÍO. P. Luna.
- DOÑA FRANCISQUITA. A Vives.
- EL CASERÍO. J. Guridi.
- LOS GAVILANES. J. Serrano.
- EL BARBERO DE SEVILLA. M. Nieto – G. Palacios.
- LA TABERNERA DEL PUERTO. P. Sorozabal.
- LA REINA MORA. J. Serrano. Dir. L. Collado.
- DON MANOLITO. P. Sorozabal. Dir. L. Collado.
- EL SANTO DE LA ISIDRA. T. López Torregosa. (1991)
- KATIUSKA. P. Sorozabal. (Opereta). Dir. L. Collado.
- AGUA, AZUCARILLOS Y AGUARDIENTE. F. Chueca.
- LA GENERALA. A. Vives. (Opereta). Dir. L. Collado.
- LOS CLAVELES. J. Serrano. Dir. L. Collado.
- LA CANCIÓN DEL OLVIDO. J. Serrano.
- LA ALEGRIA DE LA HUERTA. F. Chueca. Dir. L. Collado.
- LA CORTE DE FARAÓN. V. Lleó. (1974, 2006)
- LA PATRIA CHICA. R. Chapí. Dir. L. Collado.
- FUENTEOVEJUNA. M. Moreno-Buendìa. (2006). Dir. M. D. Travesedo.

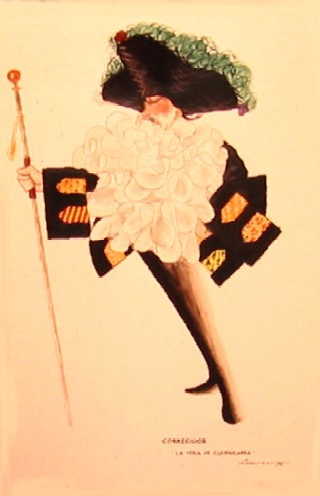
Figurín para La feria de Cuernicabra. Año 1975

#### Comedia actual
- Las Vacaciones De Josefa. D. Laurent. (2009). Dir. Jaime Azpilicueta.
- Una pareja de miedo. (2009)
- A media luz los tres. M. Mihura. (2008). Dir. A. L. Yusta.
- Cuatro corazones con freno y marcha atrás. E. Jardiel. (2006). Dir. Manuel Canseco.
- Cuerdos De Atar. J. Moreno Arenas. (2006). Dir. A. L. Yusta.
- La decente. M. Mihura. (2005). Dir. M. Canseco
- Tú y yo somos tres. E. Jardiel. (2004). Dir. M. Canseco
- Usted tiene ojos de mujer fatal E. Jardiel (2003). Dir. M. Canseco[3]
- Madrid, claro que sí. Musical de Antoñita Moreno. Dir. José Osuna
- Ninette y un señor de Murcia. M. Mihura. (2003). Dir. A. Medina
- Diálogos De Matrimonio. S. Moncada. (2003). Dir. A. L. Yusta.
- El cianuro... ¿solo o con leche?. J. A. Millán (2003). Dir. J. A. Millán.[4]
- La Ley De La Selva. (1997). Dir. A. L. Yusta.
- Ceporro Y Rosalina. (1997). Dir. A. L. Yusta.
- El Baúl De Los Cuentos. (1996). Dir. A. L. Yusta.
- Amor Con Humor. A. L. Yusta. (1995). Dir. A. L. Yusta
- El Último Tranvía. (1993). Dir. A. L. Yusta.
- Eva, Adan Y Pepe. Tono. (1991). Dir. A. L. Yusta.
- Camila, Mi Amor. Dir. L. Collado.
- Los extremeños se tocan. Pedro Muñoz Seca.
- Cosas de papá y mamá. Alfonso Paso. Dir. M.Canseco
- El Sinvergüenza En Palacio. A. L. Yusta. (1991)
- El Cid Trampeador. A. L. Yusta. (1990)
- Don Juan Ligorio. A. L. Yusta. (1989)
- Desde Isabel Con Amor. A. Paso.(1988) Dir. A. L. Yusta.
- El Verdugo De Sevilla. Muñoz Seca. (1986). Dir. D. Ortega
- El Ingeniero Y Galgo Don Quijote De La Mancha. A. L. Yusta. (1986)
- La Filipéndula. (1986). Dir. A. L. Yusta.
- La Hija De Hamlet. (1985). Dir. M. Canseco.
- La Cantante Calva. E. Ionesco. (1984). Dir. M. Canseco.
- Kaskamila. M. Pozón Andrade. (1980). Dir. M. Pozón.
- Cuento De Cuentos. (1979)

#### Espectáculos musicales
- EL ROLLO DE LAVAPIES. ( 1979). R. De la Cruz – J.A. Castro. Dir. L. Collado.
- BARBIERI, UN CASTIZO EN LA CORTE ISABELINA. Dir. M. Canseco
- MADRID, CLARO QUE SÍ. (Antoñita Moreno). Dir. J. Osuna
- DE MADRID AL CIELO. (1985) (Paquita Rico). Dir. Victor Catena[5]
- Madrid, claro que sí. Musical de Antoñita Moreno. Dir. José Osuna

#### Otros
- FIESTA DE LA INDEPENDENCIA. Móstoles (2000). Dir. F. Rojas.
- DRAMÁTICOS Y DESFILES, TERRA MÍTICA. Benidorm. (2000). Producción J. L. Moreno.
- V CENTENARIO DE ISABEL LA CATÓLICA. Segovia. (2004). Dir. M. Canseco.
- EMBAJADA MEDIEVAL. México. (2006). Dir. M. Canseco.

#### Ballet
- LA CONSAGRACIÓN DE LA PRIMAVERA. I. Stravinski.
- DOÑA GRACIA- BEATRIZ DE LUNA.
- FLAMENCO CONTEMPORANEO. J. Maya.
- POETA EN NUEVA YORK. G. Lorca.
- CARMINA BURANA. K. Off.
- YO, LA REINA. (1999)
- LA BELLA DURMIENTE. P. I. Tchaikovski. (2002). Dir. Lauren Guinea.
- EL CASCANUECES. P. I. Tchaikovski.(2002). Dir. Lauren Guinea.

#### Cine y Televisión
- Emilia Parada Y Fonda. (1976) Angelino Fons.
- Gulliver (1976). Alfonso Ungría.
- El Perro (1976). Antonio Isasi.
- Haz La Loca Y No La Guerra (1976). José Truchado.
- El Bengador Gusticiero (1977). Antonio Fraguas "Forges".
- La Inquisición (1977). Jacinto Molina.
- Eva, Limpia Como Los Chorros Del Oro. (1977). José Truchado.
- La Violación (1977). Germán Lorente.
- Dulcinea (1978). J. Guerrero Zamora.
- Ifigenia (1978). J. Guerrero Zamora.
- Alcestes (1978). J. Guerrero Zamora.
- Fedra (1978). J. Guerrero Zamora.
- Antigona (1978). J. Guerrero Zamora.
- El Tiempo (1978). J. Guerrero Zamora.
- El Diputado (1978). Eloy de la Iglesia.
- Nora (1979). J. Guerrero Zamora.
- Electra (1979). J. Guerrero Zamora.
- Numancia (1979). J. Guerrero Zamora.
- Gea (1979). J. Guerrero Zamora.
- Medea (1979). J. Guerrero Zamora.
- Tres Días De Noviembre (1980). León Klimovsky.
- Mas Allá Del Terror (1980). Tomás Aznar.
- Pasos Largos. (1984). Dir: Fco Canudas
- Eliminators. (1986). Peter Manoongian.
- Dueños Del Silencio (1989). José Antonio Páramo.
- Encuentros (1989). Enrique Brasó.
- Cosas Que Pasan (1990). Josefina Molina.
- The Monk (1990). Francisco Lara Polop.
- Ni Se Te Ocurra (1990). Luis María Delgado.
- Yo Me Bajo En La Próxima (1992). José Sacristán.
- Una Chica Entre Un Millón (1993). Álvaro Sáenz De Heredia.
- La Leyenda De La Doncella (1994). Juan Pinzás.
- Los Mitos (1978-79). Juan Guerrero Zamora.
- Coup De Foundre (1990). Varios.
- El Joven Picasso (1992) Juan Antonio Bardem.
- La Banda De Pérez (1995) Ricardo Palacios.
- Vecinos. (19 ). Varios.

### Dirección Escénica

#### Ópera
La Traviata.- Rigoletto.- Il Trovatore.- Tosca.- Maruxa.- Marina

#### Teatro
- La cena del rey Baltasar.
- El gran teatro del mundo.
- Asesinato en la catedral.
- La Ucronía.
- El rollo de Lavapiés.
- El hombre y la muerte.
- Fuenteovejuna.
- Aulularia.
- Quijote.

#### Zarzuela
La viuda alegre.- La verbena de la Paloma.- La Revoltosa.- La rosa del azafrán.- La dolorosa.- Molinos de viento.- La del soto del parral.- La del manojo de rosas.- Luisa Fernanda.- Doña Francisquita.- El barbero de Sevilla.- La tabernera del puerto.- La reina mora.- Don Manolito.- Agua azucarillos y aguardiente.- La generala.- Katiuska.- Los claveles.- La Parranda.- La alegría de la huerta.- La patria chica.

### Interpretación
- Asinaria. (Plauto) Dir: José Álvarez
- La Olla. (Plauto) Dir: L. Collado
- Y no lo Decimos por Mal. (Quevedo) Dir: Miguel Arrieta
- Rueda de Farsas. (1968) (Clásicas). Dir: A. Fernández Montesinos
- Guillermo Tell tiene los ojos tristes. (1969). (Alfonso Sastre) . Dir: A. Malonda
- El Hombre y la Guerra. (1967) Dir. J. A. García Núñez
- Los dos Verdugos.(1967) (Fernando Arrabal) Dir: Manuel Fdez Gil
- Concierto experimental. (1970) (Gerardo Combau) Dir: Miguel Arrieta
- Tiempo de Noventa y Ocho. (1971) (J. A. Castro) Dir: J. Manuel Garrido
- Altazor. Dir: Carlos Lamas
- Antigua cosa es amor. (Romancero) Dir: F. Gómez Valdivielso
- Cuando las estrellas miran hacia abajo. (1971) Dir: Carlos Lamas
- El Galán Fantasma. (Calderón de la Barca) Dir: Jaime Azpilicueta
- El Galán Fantasma. (Calderón de la Barca) Dir: Antonio Guirau
- El Lindo don Diego. (A. Moreto) Dir: Fco Abad
- Cuento de Cuentos. (1973) Dir : Carlos Lamas
- La Cisma de Ingalaterra. (Calderón de la Barca) Dir: Manuel Canseco
- Casa con dos Puertas Mala es de Guardar. (Calderón) Dir: Manuel Canseco
- El Perro del Hortelano. (Lope de Vega) Dir: Manuel Canseco
- La Discreta Enamorada. Dir: Antonio Guirau
- El Café. (Goldoni)(TV)
- Se Vuelve a Llevar la Guerra Larga. (J. A. Millán) Dir: J. Alonso Millán
- El Triunfador. (Luca de Tena) Dir: Enrique Diosdado
- El Okapi. (Ana Diosdado) Dir: Enrique Diosdado
- La Feria de Cuernicabra.   Dir: Manuel Canseco
- Numancia. (TVE) Dir. J. Guerrero Zamora
- Los Intereses Creados. (J. Benavente). 1980 Dir. Rafael Cores.[6]
- Recuerde el Alma Dormida. (1979) (J. Manrique) Dir: Manuel Canseco
- Pícaros y comediantes. Dir: M. Sánchez Arillo
- Murcios, embaucadores y cofrades del hampa. Dir: M. Sánchez Arillo
- Que Vienen los Cómicos. Dir: M. Sánchez Arillo
- Cornudo Apaleado y Satisfecho. Dir. Frenando Rojas
- El Sabio y el Aduanero.(B. Brecht) Dir: Antonio Malonda
- Miguel Servet. Dir: Antonio Malonda
- Miserere para medio Fraile.(C. Muníz) Dir: Julio Reviriego
- El Gran Teatro el Mundo. (Calderón de la Barca) Dir: J.J. Valverde
- Tesmoforias. Dir: Manuel Canseco
- Luisa Frenanda. Dir: L. Collado
- Luisa Fernanda. Dir: Antonio Amengual
- La del Soto del Parral. Dir: Evelio Esteve
- La del Soto del Parral. Dir: Antonio Amengual
- El Rollo de Lavapiés.(1979) (J. A. Castro) Dir: L. Collado
- El huésped del sevillano. Dir. Antonio Amengual
- La Tabernera del Puerto. Dir. Evelio Esteve
- La Tabernera del Puerto. Dir: Antonio Amengual
- La del Manojo de Rosas. Dir: Antonio Amengual
- La Rosa del Azafrán. Dir: Antonio Amengual
- El Caserío. Dir: Antonio Amengual
- Agua Azucarillos y Aguardiente. Dir. Antonio Amengual
- La Revoltosa. Dir: Antonio Amengual
- La Verbena de la Paloma. Dir. Antonio Amengual
- Doña Francisquita. Dir. Antonio Amengual
- Gigantes y Cabezudos. Dir. Antonio Amengual
- El Cantar del arriero. Dir. Antonio Amengual
- Los Gavilanes. Dir: Antonio Amengual
- La Parranda. Dir: Antonio Amengual
- La Canción del Olvido. Dir: Antonio Amengual
- La Viuda Alegre. Dir: Antonio Amengual
- El Cuento de Nunca Acabar. Dir: Carlos Lamas
- El chorro de Sangre. (A. Artaud). Dir. J. A. García Núñez
- La salida y sus problemas. (TVE)
- La buena música. (RTVE)
- La Dama Duende. Dir. Antonio Guirau
- Ligazón. (Valle-Inclán) Dir: J. A. García Núñez
- Androcles y el León.  (B. Shaw) Dir: Mercedes Prendes
- Romeo y Julieta. Dir: Esteban Polls
- Kaskamila. (M. Pozón Andrade) Dir: L. Collado
- Mirandolina en su Posada Hace lo que le da la Gana. (Goldoni) Dir: J. Guerrero Zamora
- Quijote. (Cervantes-Collado). Dir: L. Collado
- La excepción y la regla. (1966). (B. Brecht) Dir: Antonio Malonda
- CORTOMETRAJE:  La partida (2010)

## Labor docente
Cursos en:
- Universidad Autónoma de Madrid
- Universidad Ciudad Juárez (Méjico)
- Almagro, Directores grupos amateurs
- Universidad de Alcalá de Henares (Cursos de verano, Sigüenza) (2)
- Universidad laboral de Cáceres
- Universidad laboral de Tarragona
- Universidad laboral de Cheste
- Universidad laboral de Éibar
- Conservatorio Superior de Canto de Salamanca (2)